# Johanna Gehmacher
Johanna Gehmacher (* 17. März 1962 in Abtenau) ist eine österreichische Historikerin. Sie ist Professorin am Institut für Zeitgeschichte der Universität Wien.

## Ausbildung und Beruf
Gehmacher studierte zwischen 1981 und 1987 Geschichte und gewählte Fächer (unter anderem Frauenforschung, Philosophie und Sprachwissenschaft) als Zweitfach und verfasste 1987 ihre Diplomarbeit zum Thema „Die ‚Alkoholfrage‘ als ‚Frauenfrage‘. Zur Behandlung des Alkohols in der Theorie der österreichischen Sozialdemokratie mit besonderer Beachtung sozialdemokratischer Frauenzeitschriften in Österreich 1918–1934“. 1993 promovierte sie zur Doktorin der Philosophie mit ihrer Dissertation zum Thema Nationalsozialistische Jugendorganisationen in Österreich. Eine Untersuchung zur Bedeutung des Geschlechts in der Politik. Ihre Habilitation zur Universitätsdozentin für neuere Geschichte mit besonderer Berücksichtigung der Zeitgeschichte folgte 2001 mit einer Monographie zum Thema „Völkische Frauenbewegung“. Deutschnationale und nationalsozialistische Geschlechterpolitik in Österreich. In dieser Studie behandelt sie „die wechselseitige Beziehung zwischen Deutschnationalismus und Frauen während der Zwischenkriegszeit in Österreich“. Damit habe sie „ein neues Forschungsfeld“ erschlossen und es „mit beeindruckender Sorgfalt bearbeitet“. Eine kritische Besprechung sieht darin jedoch „elementare Schwächen beim Bewerten und Schlussfolgern“.
Gehmacher war von 1993 bis 1995 Vertragsbedienstete am Institut für Geschichte der Universität Wien und wurde 1998 Assistentin am Institut für Zeitgeschichte der Universität Wien. 2001 erfolgte ihre Ernennung zur Außerordentlichen Universitätsprofessorin am Institut für Zeitgeschichte der Universität Wien. Sie hat seitdem eine Reihe von universitären Funktionen (u. a. Institutsvorständin (2012–2014)) wahrgenommen und ist derzeit Sprecherin des Forschungsschwerpunktes Frauen- und Geschlechtergeschichte der Historisch-Kulturwissenschaftlichen Fakultät sowie Sprecherin des Clusters Frauen- und Geschlechtergeschichte der Doctoral School of Historical and Cultural Studies. Im Studienjahr 2018/19 nahm sie die Gerda Henkel-Gastprofessur am Deutschen Historischen Institut London und an der London School of Economics und wahr. Sie ist Mitglied des interdisziplinären Netzwerks Biografieforschung und Mitherausgeberin der Österreichischen Zeitschrift für Geschichtswissenschaften. Im Wintersemester 2021/22 war Johanna Gehmacher Fernand Braudel Fellow am Department of History and Civilisation des European University Institute (EUI) in Florenz.
Gehmacher war ab 1999 Mitherausgeberin der wissenschaftlichen Buchreihe Querschnitte – Einführungstexte zur Sozial-, Wirtschafts- und Kulturgeschichte im Verlag für Geschichte und Politik Wien und seit 2002 Mitherausgeberin der Österreichischen Zeitschrift für Geschichtswissenschaften. Ihre Forschungsschwerpunkte liegen in den Bereichen Zeitgeschichte als Frauen- und Geschlechtergeschichte, Transnationale Geschichte – Verflechtungen, Transfers und Übersetzungen, Theorie der Biographie, Biographieforschung, Soziale Bewegungen: Frauenbewegungen, Jugendbewegungen, Nationalsozialismus: Geschichte des Nationalsozialismus als oppositionelle Bewegung, Frauen- und Geschlechtergeschichte des Nationalsozialismus, Gedächtnisgeschichte.

## Veröffentlichungen (Auswahl)
- Jugend ohne Zukunft. Hitler-Jugend und Bund Deutscher Mädel in Österreich vor 1938. Picus, Wien 1994, ISBN 3-85452-253-3 (Zugleich: Dissertation, Universität Wien, 1993, unter dem Titel Nationalsozialistische Jugendorganisationen in Österreich).
- mit Charlotte Kohn-Ley und Ilse Erika Kokotin: Der feministische „Sundenfall“? Antisemitische Vorurteile in der Frauenbewegung. Picus, Wien 1994, ISBN 3-85452-261-4 (Dokumentation eines Symposiums des Jüdischen Instituts für Erwachsenenbildung in Wien).
- „Völkische Frauenbewegung“. Deutschnationale und nationalsozialistische Geschlechterpolitik. Döcker, Wien 1998, ISBN 3-85115-246-8.
- Auto/Biographie und Frauenfrage. Tagebücher, Briefwechsel, Politische Schriften von Mathilde Hanzel-Hübner (1884–1970). Wien et al. 2003 (gemeinsam mit Monika Bernold).
- als Hrsg. mit Sophia Kemlein: Zwischen Kriegen. Nationen, Nationalismen und Geschlechterverhältnisse in Mittel- und Osteuropa, 1918–1939 (= Einzelveröffentlichungen des Deutschen Historischen Instituts Warschau. Band 7). Fibre, Osnabrück 2004, ISBN 3-929759-48-9.
- als Hrsg. mit Gabriella Hauch: Frauen- und Geschlechtergeschichte des Nationalsozialismus. Fragestellungen, Perspektiven, neue Forschungen. StudienVerlag, Innsbruck u. a. 2007, ISBN 978-3-7065-4488-7.
- mit Maria Mesner: Land der Söhne. Geschlechterverhältnisse in der Zweiten Republik. Innsbruck usw. 2007.
- Politisch reisen (= Österreichische Zeitschrift für Geschichtswissenschaften. Jahrgang 22, Band 1, hrsg. gemeinsam mit Elizabeth Harvey). StudienVerlag, Innsbruck / Wien / Bozen 2011, ISBN 978-3-7065-5025-3 (Deutsch und Englisch).
- Käthe Schirmacher: Agitation und autobiografische Praxis zwischen radikaler Frauenbewegung und völkischer Politik (gemeinsam mit Elisa Heinrich und Corinna Oesch). Wien, Köln, Weimar 2018.
- Macht/Lust – Übersetzung und fragmentierte Traditionsbildung als Strategien zur Mobilisierung eines radikalen Feminismus. In: Angelika Schaser und andere (Hrsg.): Erinnern, vergessen, umdeuten? Europäische Frauenbewegungen im 19. und 20. Jahrhundert. Frankfurt / New York 2019.
- In/Visible Transfers. Translation as a Crucial Practice in Transnational Women's Movements around 1900. In: German Historical Institute London Bulletin XLI (2019), 2.
- „Frauenarbeit“ 1903. Oder: Feminismus im Modus der Anschaulichkeit. In: Muriel González Athenas, Falko Schnicke (Hrsg.): Popularisierungen von Geschlechterwissen: (Vor-)Moderne Wissenstransfers. Berlin 2020 (= Beihefte zur Historischen Zeitschrift), S. 215–239.
- Covering the Suffragettes. Austrian Newspapers Reporting on Militant Women’s Rights Activism in the United Kingdom. In: June Hannam, June Purvis (Hrsg.): The British Women's Suffrage Campaign: National and International Perspectives. London 2020, S. 199–221.
- Im/possible Careers. Gendered Perspectives on Scholarly Personae around 1900. In: European Journal of Life Writing 11 (2022), WG 70-102 (Cluster: When Does the Genius do the Chores? Knowledge, Auto/Biography and Gender).
- Feminist Activism, Travel and Translation Around 1900. Transnational Practices of Mediation and the Case of Käthe Schirmacher, Cham 2024 (Series Translation History, Palgrave Macmillan).

## Einzelbelege
1. ↑  So Franz Graf-Stuhlhofer in seiner Rezension in: Österreich in Geschichte und Literatur. Band 50, 2006, S. 118–119.
2. ↑  So Erna Appelt in ihrer Rezension in: L’Homme. Europäische Zeitschrift für Feministische Geschichtswissenschaft. 10, 1999, S. 138–142.
3. ↑  Franz Graf-Stuhlhofer in seiner Rezension in: Österreich in Geschichte und Literatur. Band 50, 2006 S. 118–119;; z. B. spricht Gehmacher vom „Desinteresse weiblicher WählerInnen an der NSDAP“ (S. 141), weil der weibliche Anteil unter den auf die NSDAP entfallenden Stimmen 1930 etwas geringer war (nämlich 44 %) als an der Gesamtheit der Stimmen (53 %).

| Personendaten    | Personendaten                |
| ---------------- | ---------------------------- |
| NAME             | Gehmacher, Johanna           |
| KURZBESCHREIBUNG | österreichische Historikerin |
| GEBURTSDATUM     | 17. März 1962                |
| GEBURTSORT       | Abtenau                      |